# Supercortemaggiore

La famosa pubblicità della benzina Supercortemaggiore, disegnata da Luigi Broggini

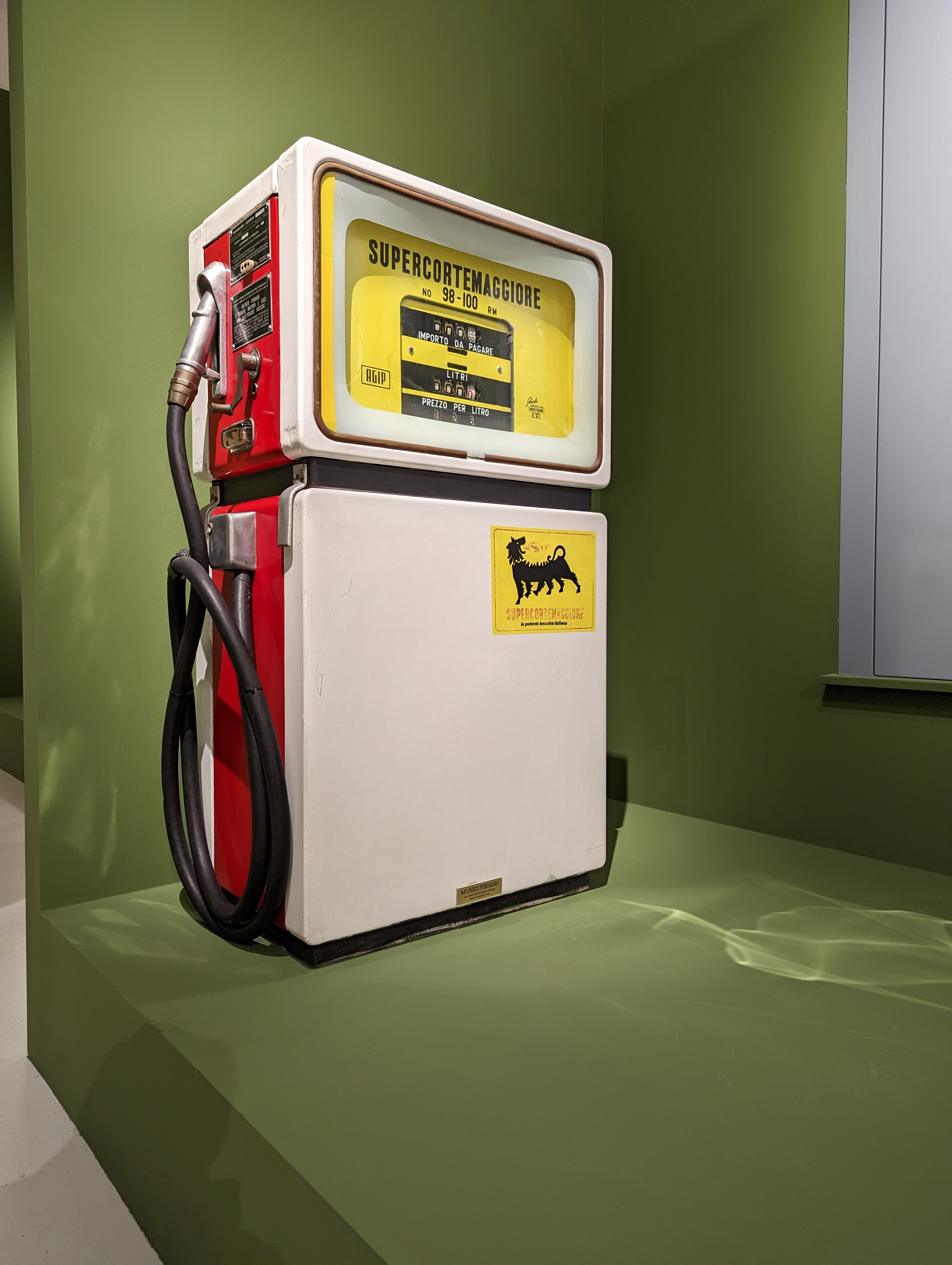
Distributore prodotto dalla Nuovo Pignone disegnato da Marcello Nizzoli e Mario Olivieri, in livrea Supercortemaggiore

Supercortemaggiore è stata una benzina raffinata e commercializzata dall'Agip negli anni cinquanta e sessanta.
Il nome del prodotto deriva da quello del comune piacentino di Cortemaggiore, nel cui territorio venne rilevata nel 1949 la presenza di un giacimento di petrolio leggero.

## Origine
L'entità del giacimento era modesta; tuttavia il suo ritrovamento, che si accompagnava a quello dei giacimenti di Caviaga, ebbe un importante valore simbolico, in quanto contribuì a convincere il mondo politico italiano e l'opinione pubblica del fatto che l'Agip dovesse essere "salvata" essendoci risorse di idrocarburi nel sottosuolo e le capacità tecniche per trovarlo ed estrarlo, e che l'Italia dovesse perseguire una politica energetica autonoma.
La Supercortemaggiore ebbe dunque la caratteristica peculiare di essere l'unica benzina prodotta a partire dalla raffinazione di petrolio estratto in Italia.

## Commercializzazione
Per pubblicizzare la benzina Supercortemaggiore venne scelta la famosa immagine del cane a sei zampe, disegnato da Luigi Broggini, destinata a diventare il logo dell'ENI e di tutte le società collegate.
La benzina Supercortemaggiore veniva reclamizzata anche all'interno di Carosello; degno di nota il filmato pubblicitario diretto da Luciano Emmer e sceneggiato dallo stesso Emmer e da Dario Fo; in qualità di attori parteciparono Maria Teresa Vianello, Carlo Hintermann, Mimmo Poli, Franca Valeri, Gabriele Ferzetti e ancora Dario Fo. 
Il filmato pubblicitario si concludeva con il celebre slogan: Supercortemaggiore, la potente benzina italiana.
Alla benzina Supercortemaggiore è dedicata una piazza a San Donato Milanese. 

Trofeo automobilistico Supercortemaggiore

Negli anni '50 e '60 l'Agip organizzava inoltre la competizione automobilistica Trofeo Supercortemaggiore.